# Le piante di Roma

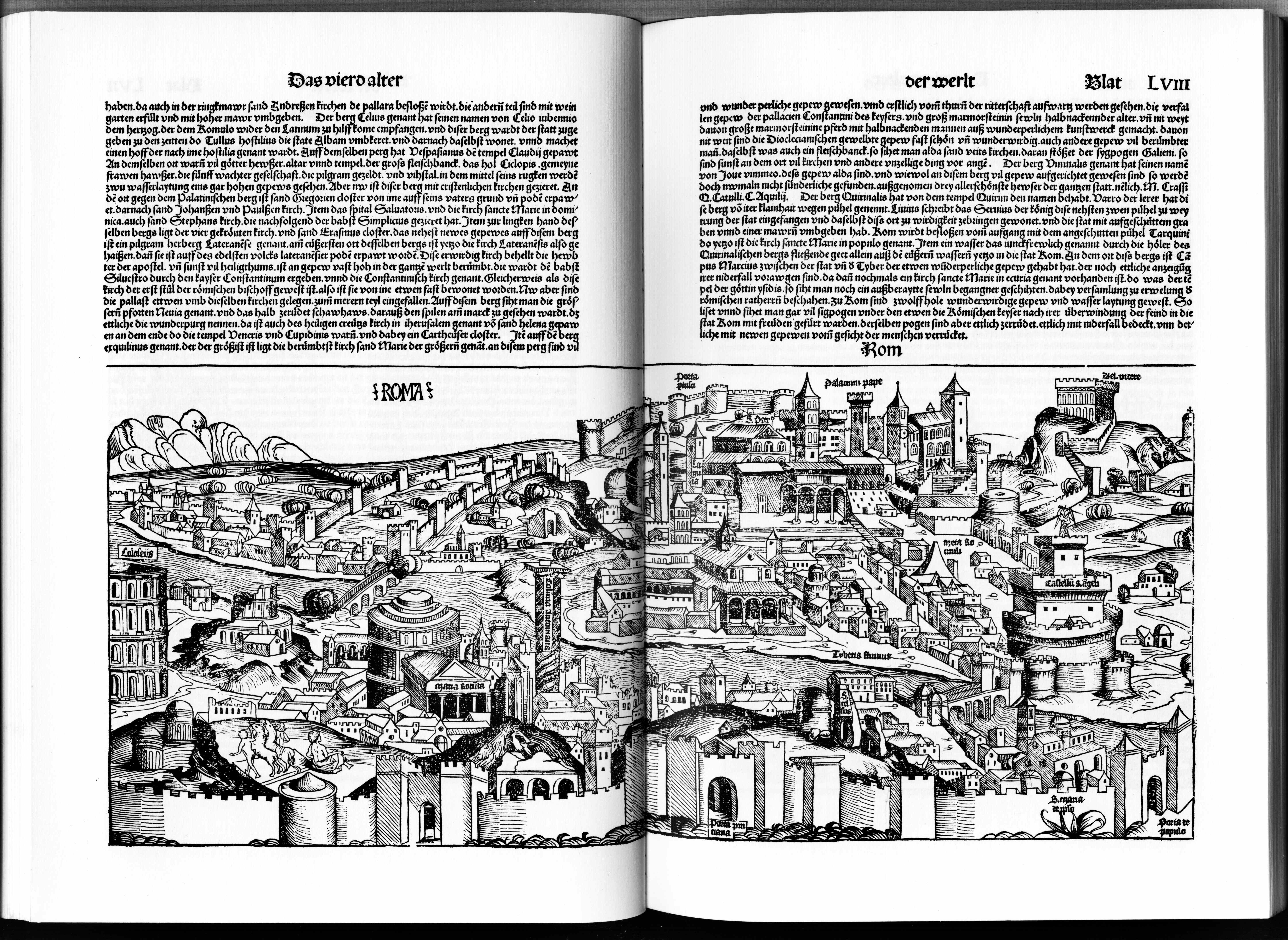
Hartmann Schedel - Roma, 1493

Le piante di Roma è un'opera libraria edita nel 1962 in tre volumi in-folio che descrive e contiene, in scala o a grandezza naturale, 245 piante storiche della città di Roma. L'opera è curata dallo storico e archeologo monsignor Amato Pietro Frutaz e promossa dall'Istituto Nazionale di Studi Romani.

## Storia
La pubblicazione, allora promossa dall'Ente Esposizione Universale (E.U.R.), dal Comune di Roma e dall'Istituto Poligrafico dello Stato, doveva essere pubblicata nel 1942, in occasione della Esposizione del Ventennale che poi non ebbe luogo. La curatela era stata affidata a Luigi De Gregori, bibliotecario e studioso, che doveva raccogliere la documentazione e stendere le note esplicative delle piante, con relativa bibliografia. Ripreso dopo la guerra, il progetto fu portato a termine dall'archeologo e storico valdostano Amato Pietro Frutaz (Torgnon, 1907–1980) che duplicò il numero delle piante di Roma prese in considerazione, valendosi dell'aiuto degli studiosi e bibliotecari Giorgio De Gregori e Niccolò Del Re.

## Descrizione
245 sono le piante esaminate e riprodotte (in realtà sono 267, poiché alcune, per ragioni tecniche, sono state considerate sotto lo stesso numero). La topografia della città di Roma, nell'anno 1962, era già stata trattata in precedenza, nel volume XXII, promosso dall'Istituto Nazionale di Studi Romani, sotto il titolo Topografia e urbanistica di Roma.

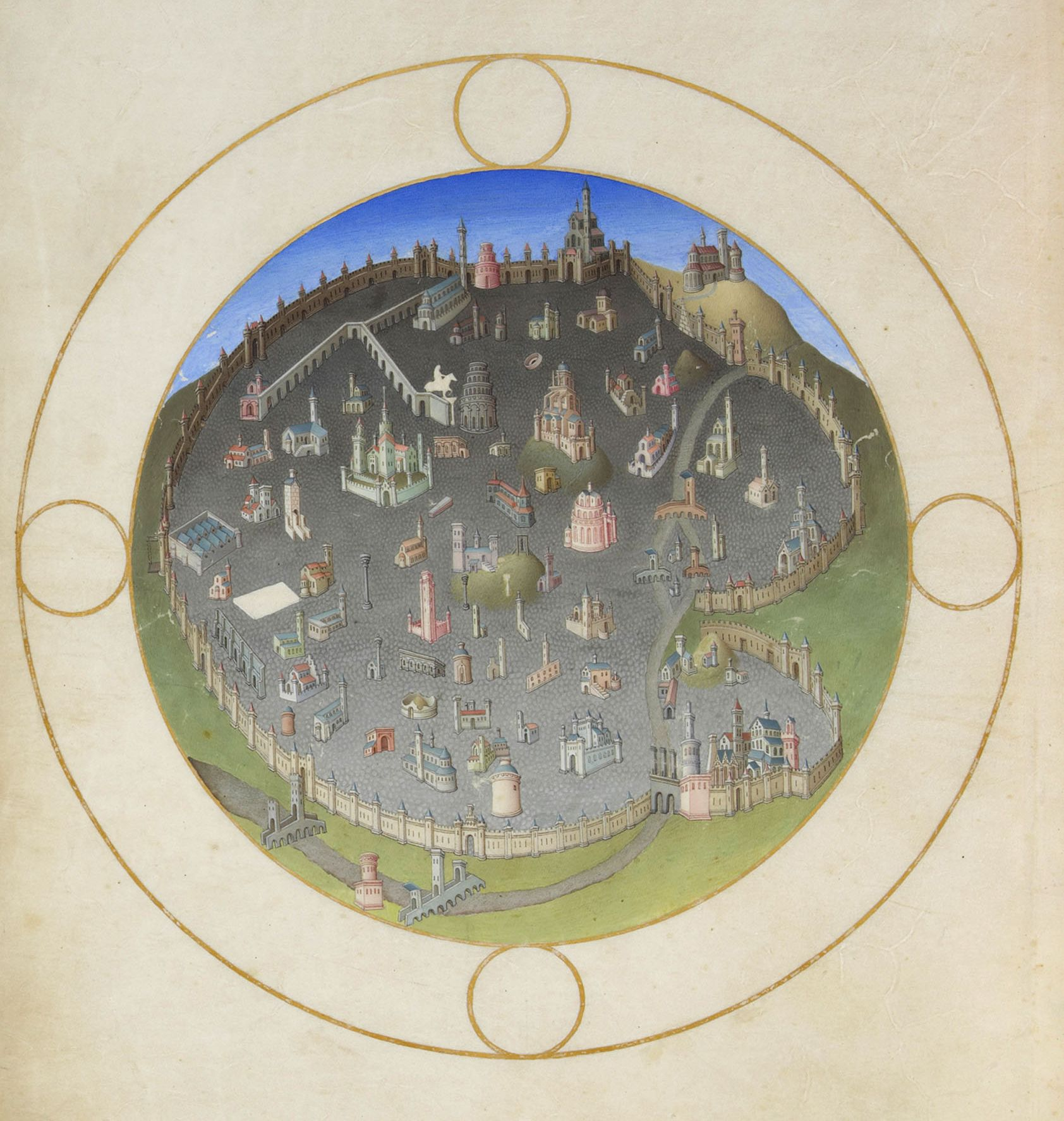
Pianta di Roma dalle Très riches heures du Duc de Berry, folio 141v

- Amato Pietro Frutaz (a cura di), Le piante di Roma, Roma, Tip. L. Salomone e A. Staderini, 1962, SBN SBL0253082. 38 cm
- Volume 1: Testo, 355 p.
- Volume 2: Tavole: Dal secolo 3. d.C. all'anno 1625, 322 c. di tav., ill.
- Volume 3: Tavole: Dall'anno 1630 all'anno 1962, 323-684 c. di tav, ill.

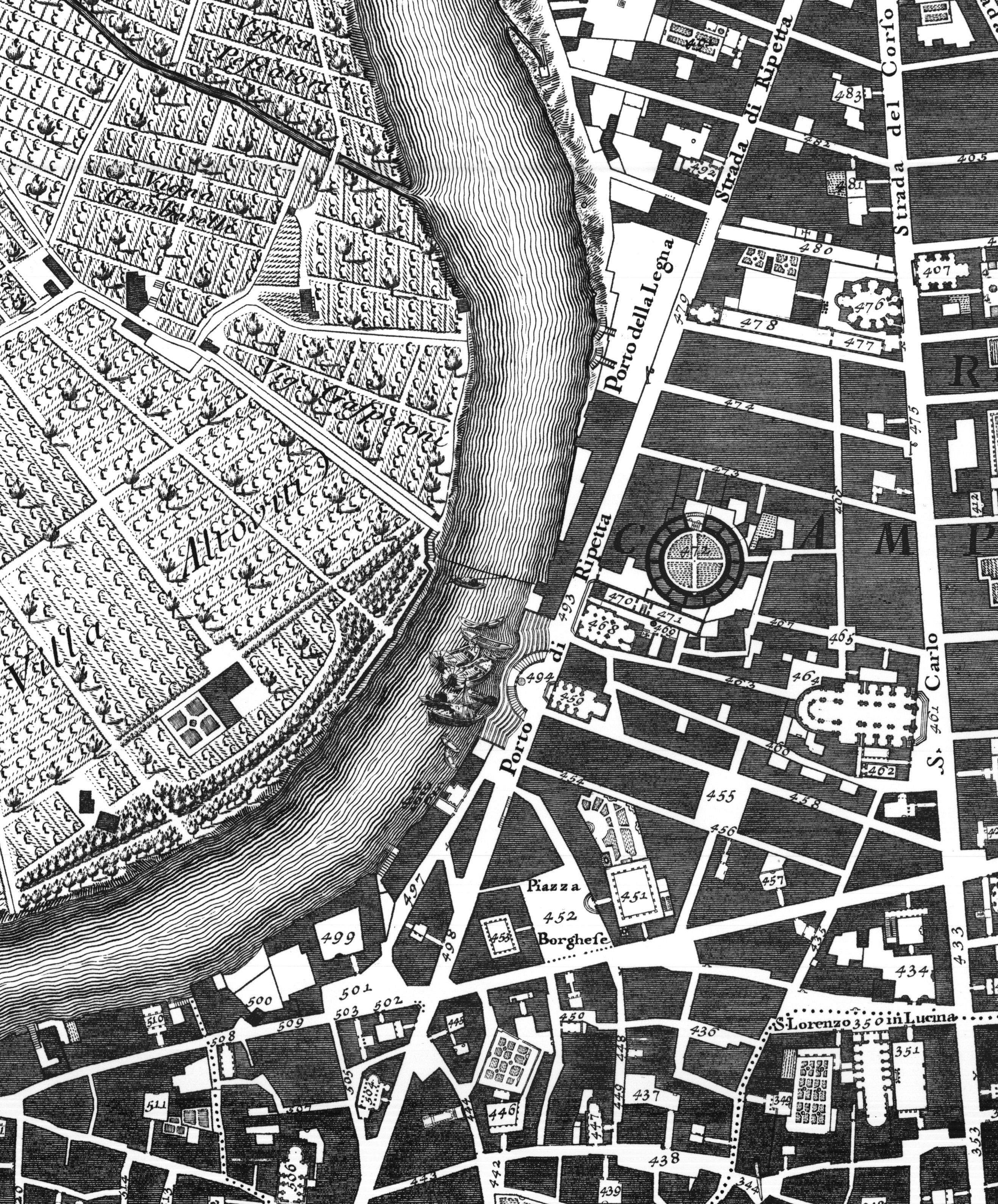
Giovanni Battista Nolli, Nuova Pianta di Roma (1748) Ripetta

Varia è la tipologia del supporto delle piante di Romaː da quella marmorea della Forma Urbis Severiana del III secolo (unico documento topografico di Roma antica conservato in originale, in 993 frammenti, Pianta I), alle due miniature di Pietro del Massaio (1469 e 1471-1472) che sono illustrazioni di codici contenenti la Geografia di Claudio Tolomeo (Piante LXXXVII e LXXXVIII), alla pianta dipinta a penna da Alessandro Strozzi nel 1474 (Pianta LXXXIX), a quella dipinta su tavola da Pieter Bruegel il Vecchio c. 1551 che riproduce scene del Sacco di Roma (Pianta XCIX), al Gran Prospetto dell'alma città di Roma, disegnato e inciso su carta nel 1765 da Giuseppe Vasi (Pianta CLXXI). L'ultima, in ordine di tempo, è la pianta di Roma di Vincenzo Visceglia, e
, con le ripartizioni urbane e periferiche stabilite il 13 settembre 1961 (Pianta CCXLV).